# Korea Hangja
A Voice of Korea (hangul: 조선의 소리, Csoszoni szori, handzsa: 朝鮮의 소리, RR: Joseon-ui sori, ’Korea Hangja’) a Koreai Népi Demokratikus Köztársaság nemzetközi hírközlő rádióállomása, amely koreaiul, kínaiul, spanyolul, németül, angolul, franciául, oroszul, japánul és arabul sugároz. 2002-ig Radio Pyongyang (평양방송; Phjongjang Pangszong (Pyongyang Bangsong)) néven volt ismert. Jelenleg a Radio Pyongyang a belföldi sugárzású kettes program elnevezése.

## Története
Eredete 1936-ra, a JBBK rádióállomáshoz nyúlik vissza. Ezt a japán megszállók üzemeltették, és Szöul (Seoul)ból sugározták adásait a Gyarmati Koreában. A második világháború után a koreaiak vették át a rádióállomást, ami hivatalosan 1945. október 14-én indult el, Kim Ir Szen (Kim Il-sung) hazatérésekor. Az államalapító és elnök (1994-ben bekövetkezett halála óta: Örökös Elnök) ekkor mondta el élő adásban a győzelmi beszédét.

## Megnevezése
- 조선의 소리 (koreaiul)
- 朝鲜之声 (kínaiul)
- Voz de Corea (spanyolul)
- Stimme Koreas (németül)
- Voice of Korea (angolul)
- La Voix de la Corée (franciául)
- Голос Кореи (oroszul)
- 朝鮮の声 (japánul)
- صوت كوريا (arabul)

## Közvetítés
A Korea Hangja rövidhullámú frekvenciákon közvetít, de középhullámon is működik (621 kHz) amivel Japánt célozzák meg. A legtöbb adást a Kudzsang (Kujang) városától körülbelül 25 km-re elhelyezkedő rádiós telepről sugározzák. 2006-ban a Korea Hangja ugyanazon a hullámhosszon kezdett sugározni, mint a Lincolnshire Poacher nevet viselő, számleadó rádióállomás. 2013-ban több frekvenciát megváltoztattak, például 9325 helyett 9425 kHz, vagy 6285 helyett 6170 kHz. A nagy távolság miatt nagyon erősen befolyásolják a vételt az aktuális terjedési viszonyok, főleg a 12015, 13760, 15245 kHz-en sugárzott adásokat. Az adások alatt esetenként zavaró zaj hallható, ezt az adótelephelyen esetenként felbukkanó modulációs hiba okozza, és a szintén ezen a telephelyen működő, Dél-koreai adásokat blokkoló zavaradók "behallatszanak" az audió láncba. A gyakori áramhiány miatt időnként kimaradások lehetnek az adásokban. 

## Műsora
- 00:01 Azonosítójel (Kim Ir Szen tábornok dalának első néhány hangjegye)
- 01:00 Észak-Korea himnusza
- 03:00 Kim Ir Szen tábornok dala
- 06:00 Kim Dzsongil tábornok dala
- 09:00 Hírek (kb 15 perc)
- 30:00 Részletek Kim Ir Szen műveiből / További hírek / Zene
- 40:00 Zene
- 50:00 Különleges közlemény (esetenként), politikai kommentárok
- 55:00 Frekvencia-információ
- 57:00 Műsorzárás[3]

## Magyarországon is vehető adásai
Érvényes 2023. október 30-tól 2024 tavaszáig. Az időpontok közép-európai, téli időszámításban értendők.
| Nyugat-Európa         | Közép-Európa         | Kelet-Európa, Oroszország | Kína, Közép-Ázsia  | Közel-Kelet, Észak-Afrika |
| 7570 KHz és 12015 KHz | 6170 KHz és 9425 KHz | 11735, 13760 és 15245 KHz | 9875 és 11635 kHz  | 9890 és 11645 kHz         |
| 14:00 angol           | 15:00 orosz          | 8:00 orosz                | 19:00 francia      | 16:00 arab                |
| 15:00 francia         | 16:00 orosz          | 9:00 orosz                | 20:00 angol        | 17:00 angol               |
| 16:00 angol           | 17:00 német          |                           | 21:00 koreai (KKR) | 18:00 arab                |
| 17:00 francia         | 18:00 orosz          |                           | 22:00 kínai        |                           |
| 18:00 koreai (KKR)    | 19:00 német          |                           | 23:00 kínai        |                           |
| 19:00 angol           | 20:00 német          |                           | 00:00 koreai (KKR) |                           |
| 20:00 spanyol         | 21:00 koreai (KKR)   |                           |                    |                           |
| 21:00 francia         |                      |                           |                    |                           |
| 22:00 angol           |                      |                           |                    |                           |
| 23:00 spanyol         |                      |                           |                    |                           |
| 0:00 koreai (KKR)     |                      |                           |                    |                           |

Érvényes 2023. március 26-tól 2023 október 29-ig. Az időpontok közép-európai, nyári időszámításban értendők.
| Nyugat-Európa      | Közép-Európa       | Oroszország, orosz távol-kelet | Kína, Közép-Ázsia  | Közel-Kelet, Észak-Afrika |
| 13760 és 15245 kHz | 9425 és 12015 kHz  | 11735, 13760 és 15245 KHz      | 9875 és 11635 kHz  | 9890 és 11645 kHz         |
| 15:00 angol        | 16:00 orosz        | 09:00 orosz                    | 20:00 francia      | 17:00 arab                |
| 16:00 francia      | 17:00 orosz        | 10:00 orosz                    | 21:00 angol        | 18:00 angol               |
| 17:00 angol        | 18:00 német        |                                | 22:00 koreai (KKR) | 19:00 arab                |
| 18:00 francia      | 19:00 orosz        |                                | 23:00 kínai        |                           |
| 19:00 koreai (KKR) | 20:00 német        |                                | 00:00 kínai        |                           |
| 20:00 angol        | 21:00 német        |                                | 01:00 koreai (KKR) |                           |
| 21:00 spanyol      | 22:00 koreai (KKR) |                                |                    |                           |
| 22:00 francia      |                    |                                |                    |                           |
| 23:00 angol        |                    |                                |                    |                           |
| 00:00 spanyol      |                    |                                |                    |                           |
| 01:00 koreai (KKR) |                    |                                |                    |                           |

A koreai nyelvű adást a belföldi I. program, a Koreai Központi Rádióállomás (koreaiul: Chosun Jungang Bangsong) műsoraiból állítják össze.
Magyarországon a nyári időszámítás alatt a következő frekvenciákon foghtó az angol nyelvű műsor, az átlagos terjedési viszonyokat figyelembe véve:
15 óra: 13760 és 15245 kHz, 17 óra: 13760* és 15245* kHz, 18 óra: 11645 kHz, 20 óra: 13760* és 15245 kHz, 21 óra: 9875 és 11635 kHz, 23 óra: 13760 és 15245 kHz. 
*-al jelölt frekvenciákat a jelzett időpontban zavarja, sőt blokkolja a Kínai Nemzetközi Rádió jele!
Téli időszámítás alatt pedig a következő frekvenciákon hallható az angol adás:
14 óra: 7570 és 12015 kHz, 16 óra: 7570 és 12015 kHz, 17 óra: 11645 kHz, 19 óra: 7570 kHz és 12015 kHz, 20 óra: 11635 és 9875 kHz, 22 óra: 7570 és 12015 kHz. A 12015 kHz-es frekvencia terjedése a téli időszakban nem mindig kielégítő, ezért inkább a 7570 kHz-et érdemes figyelni.
A megfigyelés Magyarországon üzemelő KiwiSDR vevők segítségével (Székesfehérvár, Albertirsa) történt 2019 és 2023 között. 

## Fordítás
- Ez a szócikk részben vagy egészben  a   Voice of Korea című angol Wikipédia-szócikk fordításán alapul.  Az eredeti cikk szerkesztőit annak laptörténete sorolja fel. Ez a jelzés csupán a megfogalmazás eredetét és a szerzői jogokat jelzi, nem szolgál a cikkben szereplő információk forrásmegjelöléseként.